# Димет Михайло
Михайло Димет (1819, с. Нараїв; за іншими даними — хутір Дунаїв (нині не існує) біля Нараєва, нині Бережанського району Тернопільської області — 18 липня 1890, м. Львів) — український громадсько-освітній діяч, книготорговець, меценат.

## Життєпис
Закінчив Бережанську гімназію. 
Під час революції 1848 року вступив до Польської національної гвардії, за що його покарали примусовою службою в австрійській армії. Служив у 63-му піхотному полку рік, дев'ять місяців і сім днів. 1850 року демобілізувався як інвалід у чині фельдфебеля. Після повернення додому почав торгувати, ймовірно, церковними предметами культу східного обряду. Оскільки системи реклами й організованого постачання цієї продукції раніше не існувало і священики самі мали шукати її, то торгівля виявилася прибутковою настільки, що Михайло переніс свою справу до Львова. Завдяки рекламі фірми Димета на шпальтах тогочасних львівських часописів і подальших продбізнес пішов догори і невдовзі Михайло Димет придбав кам'яницю на площі Ринок, 20, де мешкав та відкрив велику крамницю книжок та літургійних предметів «Під Надією». Його прибутки збільшилися настільки, що він інвестував значні кошти в розвиток гарбарства та білошкурництва. Для цього придбав земляну ділянку на Замарстинові, збудував фабричні приміщення, якими опікувався його син. На жаль, через хворобу та раптову смерть сина, бізнес не вдалося розвинути. Серед львівських міщан дунаївський купець швидко здобув повагу, про що свідчать високі посади, які він займав у системі міського самоврядування: впродовж 27 років засідав у магістраті Львова, його обирали віце-президентом Львівської торговельної палати та директором Львівської ощадної каси. 
Також був членом Літературного товариства імені Тараса Шевченка (від 1892 — Наукове товариство імені Шевченка), товариства «Руська бесіда», член Головної управи і почесний член «Просвіти»; 1870—1873 — її контролер (касир); «Народного Дому», «Галицько-Руської матиці», «Руського казино», почесним членом товариства українських студентів «Січ» у Відні.
Димет любив читати. Налагодивши торгові зв'язки з Києвом, невдовзі почав торгувати також виданими там книгами. 1862 року в його крамниці з'явився «Кобзар» Тараса Шевченка, який пізніше розійшовся всією Галичиною, включно з Бережанами. Також перевіз залишки видань Почаївської Лаври, яка до 1830-х років була ще уніятською. 
Димет був також одним з перших українських меценатів. Фінансово підтримував видання журналів «Мета» і «Руська читальня». 1869 року завдяки його пожертві вийшло перше видання «Просвіти» — читанки для сільських людей «Зоря», а 1880 року видав власним коштом «Словник німецько-руський» Омеляна Партицького й інші книги, подарував «Просвіті» чимало книжок і брошур. Підтримував незаможних українських студентів. 

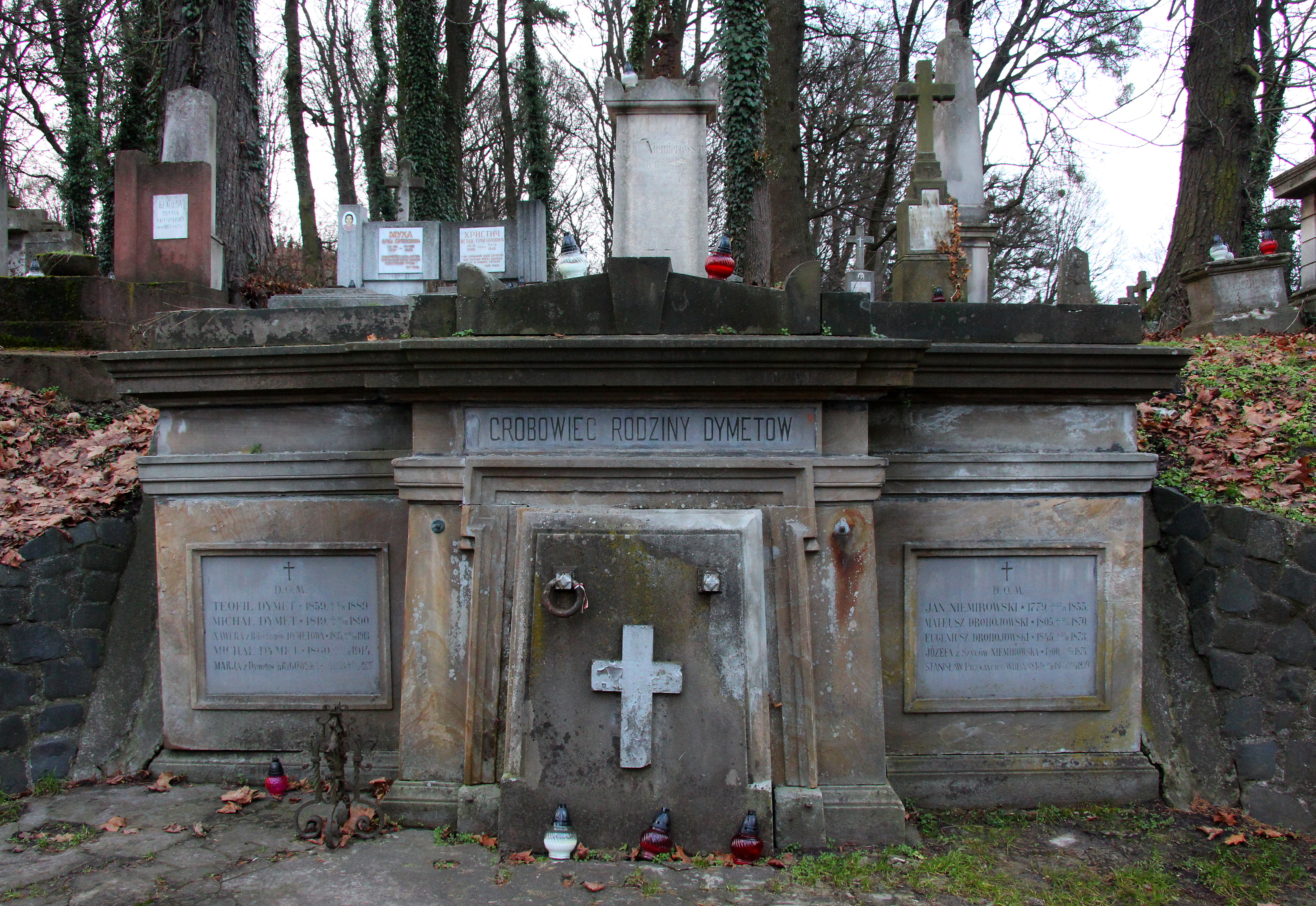
Родинний гробівець Диметів на Личаківському цвинтарі у Львові

Димет був одружений, мав п'ятьох дітей. Однак троє з них померли у молодому віці. Передчасна смерть дітей завдавала батькові нестерпних страждань і викликала довготривалі нервові розлади. Останні роки свого життя респектабельний львівський купець важко хворів. Михайло Димет відійшов у засвіти 18 липня 1890 року. Похований в родинному гробівці на Личаківському цвинтарі У Львові, поле № 19. Похорон відбувся за участі депутації магістрату, представників різноманітних громадських організацій і численних представників духовенства. 
Його діти, які успадкували величезний маєток, не мали схильності до бізнесу. Відтак невдовзі від нього залишилася лише назва ставу на Замарстинові, який львів'яни називали «Диметівкою», на згадку про підприємця. 